# 久大水库
久大水库是中国广西壮族自治区桂林市阳朔县境内的一座水库，位于漓江支流金宝河上，建于1964年。水库正常库容为1400万立方米，集雨面积为28平方千米，海拔为248.5米。